# Pogonocherus parvulus
Pogonocherus parvulus là một loài bọ cánh cứng trong họ Cerambycidae.